# Maurizio Rattini
Maurizio Rattini (* 13. November 1949 in San Marino) ist ein Politiker aus San Marino.

## Leben
Maurizio Rattini war stellvertretender Sekretär des Partito Socialista Democratico Sammarinese, von 1993 bis 1999 war er Sekretär des Partito Socialista Sammarinese. Derzeit ist er Mitglied des 2005 gegründeten Nuovo Partito Socialista. Rattini wurde 1993 in den Consiglio Grande e Generale, das Parlament San Marinos, gewählt, dem er seither angehört. Er war Mitglied der Regierung als Segretario di Stato (Minister) für Territorium, Umwelt und Landwirtschaft, Industrie und Handwerk und zuletzt Gesundheitsminister. In der 2008 beginnenden Parlamentsperiode wurde er auf der Liste der Lista delle Libertà gewählt, deren Fraktion er leitet. Er gehört dem Consiglio dei XII, dem Außen- und Justizausschuss an. Für die Periode vom 1. April 2012 bis 1. Oktober 2012 war er gemeinsam mit Italo Righi Capitano Reggente (Staatsoberhaupt) von San Marino. Er bekleidete dieses Amt bereits vom 1. Oktober 1996 bis 1. April 1997.
2002 wurde Rattini mit dem Großkreuz des Verdienstordens der Italienischen Republik ausgezeichnet.
Rattini ist verheiratet, hat eine Tochter und eine Enkelin.